# Unione Sportiva Arezzo 1977-1978
Questa voce raccoglie le informazioni riguardanti l'Unione Sportiva Arezzo nelle competizioni ufficiali della stagione 1977-1978.

## Rosa
| N. |                   | Ruolo | Calciatore           |
| -- | ----------------- | ----- | -------------------- |
|    | Italia (bandiera) | D     | Alessandro Ardimanni |
|    | Italia (bandiera) | C     | Andrea Baldi         |
|    | Italia (bandiera) | C     | Marco Ballacci       |
|    | Italia (bandiera) | D     | Giorgio Battiston    |
|    | Italia (bandiera) | C     | Riccardo Bertini     |
|    | Italia (bandiera) | D     | Luigi Bigoni         |
|    | Italia (bandiera) | A     | Marco Butelli        |
|    | Italia (bandiera) | C     | Renato Colusso       |
|    | Italia (bandiera) | P     | Gastone Giacinti     |
|    | Italia (bandiera) | P     | Giuliano Giuliani    |
|    | Italia (bandiera) | D     | Vittorio Marini      |

| N. |                   | Ruolo | Calciatore        |
| -- | ----------------- | ----- | ----------------- |
|    | Italia (bandiera) | A     | Mario Palazzi     |
|    | Italia (bandiera) | A     | Primo Pasquali    |
|    | Italia (bandiera) | D     | Lorenzo Piccinini |
|    | Italia (bandiera) | D     | Massimo Quercioli |
|    | Italia (bandiera) | C     | Francesco Sanna   |
|    | Italia (bandiera) | D     | Roberto Soci      |
|    | Italia (bandiera) | C     | Valdes Tarquini   |
|    | Italia (bandiera) | A     | Roberto Tombolato |
|    | Italia (bandiera) | A     | Mauro Zampolini   |
|    | Italia (bandiera) | D     | Alessandro Zanin  |